# Italia (album)
Italia – płyta amerykańskiego trębacza Chrisa Bottiego. Płyta nagrywana była w Stanach Zjednoczonych, Anglii jak i we Włoszech.
Na krążku znajduje się utwór "Italia" z wokalem włoskiego tenora Andrei Bocellego, jak i nowa interpretacja "The Very Thought of You" z gościnnym udziałem wokalistki Pauli Cole.
Na "Italii" znalazły się również kompozycje Ennia Morriconego – "Deborah's Theme" (z filmu Dawno temu w Ameryce) i "Gabriel's Oboe" (z filmu Misja). Płyta dotarła do 1. miejsca na liście OLiS w Polsce oraz uzyskała status platynowej.

## Lista utworów
1. Deborah's Theme From "Once Upon A Time In America"
2. Italia
3. Venice
4. The Very Thought Of You
5. Gabriel's Oboe
6. I've Grown Accustomed To Her Face
7. Caruso
8. The Way You Look Tonight
9. It Never Entered My Mind
10. Ave Maria
11. Estate
12. Nessun Dorma